# Новая Деревня (Костромская область)
Новая Деревня — упразднённая деревня в Нейском муниципальном округе Костромской области России. Исключена из учётных данных в 2024 году.

## География
Находится в центральной части Костромской области недалеко от южной окраины города Нея, административного центра округа на левом берегу реки Нея.

## История
После строительства Нейской ГЭС деревня была связана с городом Нея дорогой через посёлок ГЭС, ныне этой дороги нет, и деревня обезлюдела. До 2021 года входила в состав Коткишевского сельского поселения до его упразднения.

## Население
| 2008 | 2010 | 2014 |
| ---- | ---- | ---- |
| 0    | →0   | →0   |

Постоянное население не было учтено как в 2002 году, так и в 2022.